# James VanderKam
James Claire VanderKam (* 15. Februar 1946) ist ein US-amerikanischer Theologe; er war Inhaber der John A. O’Brien-Professur für Theologie an der University of Notre Dame, Indiana. Sein Hauptarbeitsgebiet sind die Schriftrollen vom Toten Meer.

## Leben
VanderKam schloss 1968 das College in Grand Rapids, Michigan, ab und absolvierte bis 1971 eine Theologenausbildung am Calvin Theological Seminary ebenfalls in Grand Rapids. 1976 schloss er seine Ausbildung mit einem Ph.D. an der Harvard University ab und wurde anschließend Assistenzprofessor für Religionswissenschaft an der North Carolina State University, wo er 1981 zum Associate Professor aufstieg und 1986 ordentlicher Professor wurde. Er lehrte dort unter anderem vergleichende Religionswissenschaft und Einführung in die Bibelwissenschaften. 1996 folgte er einem Ruf an die Universität Notre Dame als Professor für hebräische Schriften. 1998 übernahm er den John A. O’Brien-Lehrstuhl an der gleichen Universität. Er betreute dort mehr als 25 Doktorarbeiten und erhielt 2012 den Burns Award for Graduate Teaching. 2016 wurde er emeritiert.
Sein Interesse an den Schriftrollen vom Toten Meer wurde von seinem Lehrer Bas Van Elderen am calvinistischen Theologenseminar geweckt. In den 1980er Jahren wurde er als zweiter jüngerer Wissenschaftler in das überalterte Herausgeber-Komitee berufen, dessen Hauptaufgabe die Edition der zwischen 1947 und 1956 entdeckten, damals aber zum größten Teil noch nicht transkribierten Schriftrollen war. Als Arbeitsfeld wurde ihm zunächst das Buch der Jubiläen zugewiesen.
Als Mitglied des Herausgeber-Komitees der Schriftrollen vom Toten Meer hat VanderKam zwölf Bände der Discoveries in the Judaean Desert ediert. Er ist einer der beiden Herausgeber (editor-in-chief) der im Jahr 2000 publizierten Encyclopedia of the Dead Sea Scrolls. Darüber hinaus gehört er dem Herausgeber-Gremium (editorial board) der Dead Sea Discoveries an.
2022 wurde VanderKam in die American Academy of Arts and Sciences gewählt.
James C. VanderKam ist verheiratet mit Mary geb. Vander Molen und hat drei Kinder. Er gehört an seinem Wohnort South Bend (Indiana) der South Bend Christian Reformed Church an, einer Reformierten Kirche.

## Werke (Auswahl)
- Historical Studies in the Book of Jubilees. Scholars’ Press, Atlanta 1977.
- Enoch and the Growth of an Apocalyptic Tradition (= Catholic Biblical Quarterly Monograph Series, 16). Catholic University of America Press, Washington D.C. 1984.
- The Book of Jubilees. 2 Bände. Peeters, Löwen 1989.
- The Dead Sea Scrolls Today. 2. Auflage, Eerdmans, Grand Rapids 1994, ISBN 978-0-8028-6435-2.
- Einführung in die Qumranforschung. Geschichte und Bedeutung der Schriften vom Toten Meer. Vandenhoeck & Ruprecht, Göttingen 1998, ISBN 3-525-03292-7.
- An Introduction to Early Judaism. Eerdmans, Grand Rapids 2000, ISBN 978-0-8028-4641-9.
- From Revelation to Canon. Studies in the Hebrew Bible and Second Temple Literature (= Supplements to the Journal for the Study of Judaism, 62). Brill, Leiden 2000, ISBN 90-04-11557-9.
- From Joshua to Caiaphas. High Priests after the Exile. Fortress Press u. a., Minneapolis 2004, ISBN 0-8006-2617-6.
- Jubilees. A Commentary in Two Volumes (= Hermeneia. A Critical and Historical Commentary on the Bible). 2 Bände. Fortress Press, Minneapolis 2018.